# Академическая гребля на летних Олимпийских играх 2008 — двойки парные, лёгкий вес (мужчины)
Соревнования парных двоек лёгкого веса в академической гребле среди мужчин на летних Олимпийских играх 2008 прошли с 10 до 17 августа. Приняли участие 40 спортсменов из 20 стран.

## Призёры
| Золото                                     | Серебро                                        | Бронза                                       |
| Великобритания · Зак Пёрчейз · Марк Хантер | Греция · Димитриос Мугиос · Василиос Полимерос | Дания · Мадс Расмуссен · Расмус Квист Хансен |

## Рекорды
| Мировое лучшее время | Дания Мадс Расмуссен · Расмус Квист Хансен | 6:10,02 | Амстердам, Нидерланды | 2007 год |

## Соревнование

### Отборочные гонки
Занявшие 1-3 места проходят в полуфинал A/B, остальные в дополнительные гонки.
| Место | Спортсмены                                   | Результат |
| ----- | -------------------------------------------- | --------- |
| 1     | Великобритания Зак Пёрчейз · Марк Хантер     | 6:13,69   |
| 2     | Греция Димитриос Мугиос, Василейос Полимерос | 6:16,10   |
| 3     | Германия Йонатан Кох, Мануэль Бремер         | 6:21,99   |
| 4     | Япония Кадзусигэ Ура, Дайсаку Такэда         | 6:24,21   |
| 5     | Алжир Мохамед Рьяд Гариди, Камель Аит Дауд   | 6:43,94   |

| Место | Спортсмены                                  | Результат |
| ----- | ------------------------------------------- | --------- |
| 1     | Италия Марчелло Миани, Элия Луини           | 6:16,16   |
| 2     | Китай Чжан Гуолинь, Сунь Цзи                | 6:17,62   |
| 3     | Австралия Сэмюэль Белтз, Томас Гибсон       | 6:19,15   |
| 4     | Куба Эйдер Батиста, Юниор Перес             | 6:19,36   |
| 5     | Индия Девендер Кумар Хандвал, Манджет Сингх | 6:37,13   |

| Место | Спортсмены                                             | Результат |
| ----- | ------------------------------------------------------ | --------- |
| 1     | Дания · Мадс Расмуссен · Расмус Квист Хансен           | 6:14,84   |
| 2     | Канада Дуглас Вэндор, Кэмерон Сильвестер               | 6:17,58   |
| 3     | Венгрия Жольт Хирлинг, Тамаш Варга                     | 6:19,60   |
| 4     | Уругвай Родольфо Колласо Тоурн, Анхель Гарсия Корреале | 6:25,86   |
| 5     | Бразилия Тьяго Гомес, Тьяго Альмейда                   | 6:30,78   |

| Место | Спортсмены                                | Результат |
| ----- | ----------------------------------------- | --------- |
| 1     | Новая Зеландия · Сторм Уру · Питер Тейлор | 6:16,78   |
| 2     | Франция Максим Гуассе, Фредерик Дюфур     | 6:20,17   |
| 3     | Португалия Педро Фрага, Нуно Мендеш       | 6:24,35   |
| 4     | Гонконг Со Сау Ва, Чу Квон Вин            | 6:34,51   |
| 5     | Республика Корея Чан Ган Ын, Ким Хон Гюн  | 6:42,97   |

### Дополнительные гонки
Занявшие 1-2 места проходят в полуфинал A/B, остальные в полуфинал C/D.
| Место | Спортсмены                                             | Результат |
| ----- | ------------------------------------------------------ | --------- |
| 1     | Германия Йонатан Кох, Мануэль Бремер                   | 6:41,48   |
| 2     | Австралия Сэмюэль Белтз, Томас Гибсон                  | 6:42,42   |
| 3     | Уругвай Родольфо Колласо Тоурн, Анхель Гарсия Корреале | 6:46,98   |
| 4     | Бразилия Тьяго Гомес, Тьяго Альмейда                   | 6:51,99   |
| 5     | Гонконг Со Сау Ва, Чу Квон Вин                         | 6:58,71   |
| 6     | Алжир Мохамед Рьяд Гариди, Камель Аит Дауд             | 7:05,73   |

| Место | Спортсмены                                  | Результат |
| ----- | ------------------------------------------- | --------- |
| 1     | Португалия Педро Фрага, Нуно Мендеш         | 6:39,07   |
| 2     | Куба Эйдер Батиста, Юниор Перес             | 6:40,15   |
| 3     | Япония Кадзусигэ Ура, Дайсаку Такэда        | 6:43,03   |
| 4     | Венгрия Жольт Хирлинг, Тамаш Варга          | 6:50,48   |
| 5     | Индия Девендер Кумар Хандвал, Манджет Сингх | 7:02,06   |
| 6     | Республика Корея Чан Ган Ын, Ким Хон Гюн    | 7:12,17   |

### Полуфинал

#### Полуфиналы C/D
Занявшие 1-3 места проходят в финал C, остальные в финал D.
| Место | Спортсмены                                             | Результат |
| ----- | ------------------------------------------------------ | --------- |
| 1     | Венгрия Жольт Хирлинг, Тамаш Варга                     | 6:28,84   |
| 2     | Уругвай Родольфо Колласо Тоурн, Анхель Гарсия Корреале | 6:33,49   |
| 3     | Гонконг Со Сау Ва, Чу Квон Вин                         | 6:33,79   |
| 4     | Республика Корея Чан Ган Ын, Ким Хон Гюн               | 6:47,13   |

| Место | Спортсмены                                  | Результат |
| ----- | ------------------------------------------- | --------- |
| 1     | Япония Кадзусигэ Ура, Дайсаку Такэда        | 6:29,30   |
| 2     | Бразилия Тьяго Гомес, Тьяго Алмейда         | 6:39,91   |
| 3     | Индия Девендер Кумар Хандвал, Манджет Сингх | 6:40,34   |
| 4     | Алжир Мохамед Рьяд Гариди, Камель Аит Дауд  | 6:43,80   |

#### Полуфиналы A/B
Занявшие 1-3 места проходят в финал A, остальные в финал B.
| Место | Спортсмены                               | Результат |
| ----- | ---------------------------------------- | --------- |
| 1     | Великобритания Зак Пёрчейз · Марк Хантер | 6:29,56   |
| 2     | Италия Марчелло Миани, Элия Луини        | 6:31,16   |
| 3     | Куба Эйдер Батиста, Юниор Перес          | 6:33,60   |
| 4     | Германия Йонатан Кох, Мануэль Бремер     | 6:37,07   |
| 5     | Франция Максим Гуассе, Фредерик Дюфур    | 6:41,18   |
| 6     | Канада Дуглас Вэндор, Кэмерон Сильвестер | 6:49,28   |

| Место | Спортсмены                                   | Результат |
| ----- | -------------------------------------------- | --------- |
| 1     | Греция Димитриос Мугиос, Василейос Полимерос | 6:24,61   |
| 2     | Дания · Мадс Расмуссен · Расмус Квист Хансен | 6:26,49   |
| 3     | Китай Чжан Гуолинь, Сунь Цзи                 | 6:29,29   |
| 4     | Новая Зеландия · Сторм Уру · Питер Тейлор    | 6:30,53   |
| 5     | Австралия · Сэмюэл Белтц · Томас Гибсон      | 6:32,32   |
| 6     | Португалия · Педру Фрага · Нуну Мендеш       | 6:39,23   |

### Финалы

#### Финал D
| Место | Спортсмены                                 | Результат |
| ----- | ------------------------------------------ | --------- |
| 1     | Алжир Мохамед Рьяд Гариди, Камель Аит Дауд | 6:46,46   |
| 2     | Республика Корея Чан Ган Ын, Ким Хон Гюн   | 6:47,44   |

#### Финал C
| Место | Спортсмены                                             | Результат |
| ----- | ------------------------------------------------------ | --------- |
| 1     | Япония Кадзусигэ Ура, Дайсаку Такэда                   | 6:23,02   |
| 2     | Венгрия Жольт Хирлинг, Тамаш Варга                     | 6:25,11   |
| 3     | Уругвай Родольфо Колласо Тоурн, Анхель Гарсия Корреале | 6:30,61   |
| 4     | Гонконг Со Сау Ва, Чу Квон Вин                         | 6:34,48   |
| 5     | Бразилия Тьяго Гомес, Тьяго Альмейда                   | 6:36,24   |
| 6     | Индия Девендер Кумар Хандвал, Манджет Сингх            | 6:44,48   |

#### Финал B
| Место | Спортсмены                                  | Результат |
| ----- | ------------------------------------------- | --------- |
| 1     | Новая Зеландия · Сторм Уру · Питер Тейлор   | 6:27,14   |
| 2     | Португалия · Педру Фрага · Нуну Мендеш      | 6:28,47   |
| 3     | Германия · Йонатан Кох · Мануэль Бремер     | 6:28,66   |
| 4     | Австралия · Сэмюэл Белтц · Томас Гибсон     | 6:30,11   |
| 5     | Франция · Максим Гуассе · Фредерик Дюфур    | 6:32,65   |
| 6     | Канада · Дуглас Вэндор · Кэмерон Сильвестер | 6:40,80   |

#### Финал A
| Место | Спортсмены                                     | Результат |
| ----- | ---------------------------------------------- | --------- |
| 1     | Великобритания · Зак Пёрчейз · Марк Хантер     | 6:10,99   |
| 2     | Греция · Димитриос Мугиос · Василиос Полимерос | 6:11,72   |
| 3     | Дания · Мадс Расмуссен · Расмус Квист Хансен   | 6:12,45   |
| 4     | Италия · Марчелло Миани · Элия Луини           | 6:16,15   |
| 5     | Китай · Чжан Гуолинь · Сунь Цзи                | 6:16,69   |
| 6     | Куба · Эйдер Батиста · Юниор Перес             | 6:19,96   |